# 七島群島

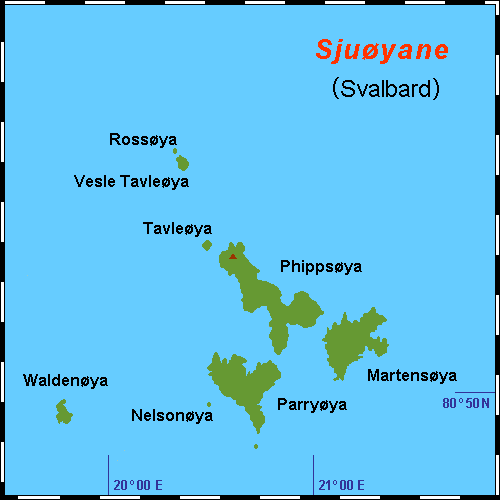

七島群島（挪威語：Sjuøyane）是挪威的群島，屬於斯匹茲卑爾根群島的一部分，位於東北地島以北約20公里的大西洋海域，由7個主要島嶼組成，面積65平方公里，群島上無人居住。
80°41′N 20°57′E / 80.683°N 20.950°E